# Бурнаш-Гирей
Бурнаш-Гирей (ум. 1512/1515) — крымский царевич, чингизид, сын крымского хана Менгли Гирея и младший брат хана Мухаммед Гирея.

## Биография
Упомянут у В. Н. Татищева в Истории Российской Часть 4. Непрерывная летопись от 1462 до 1558 года запись о 7021 (1513) году.
В 1512 году Бурнаш-Гирей вместе с братом Ахматом, по указанию отца, крымского хана Менгли-Гирея, совершили поход на русские земли. Ограбили и разорили окрестности Одоева и Белёва. При подходе русского войска под командованием Даниила Щени бежали. Осенью 1512 года царевич Бурнаш-Гирей пытался напасть на Рязанскую Землю, но получив отпор отступил.